# Sanga (Arbinda)
Ne doit pas être confondu avec Sanga (Léo) ou Sanga (Toéni).
Pour les articles homonymes, voir Sanga.
Sanga est une commune située dans le département d'Arbinda, dans la province du Soum, région du Sahel, au Burkina Faso.